# Шмидт-Шаллер, Петра
Пе́тра Шмидт-Ша́ллер (нем. Petra Schmidt-Schaller; род. 28 августа 1980, Магдебург) — немецкая актриса.

## Биография
Петра Шмидт-Шаллер родилась в Магдебурге в семье актёров Андреаса Шмидт-Шаллера и Кристины Крюгер и выросла в Пренцлауэр-Берге, районе Восточного Берлина. В 1997—1998 годах по программе обмена студентами она училась в Канзасе, где начала играть в школьном театре. В 2001—2005 годах Петра изучала актёрское мастерство в Лейпцигской высшей школе музыки и театра, одновременно играя в Немецком национальном театре в Веймаре в 2003—2005 годах.
Сыграв несколько главных ролей в немецких фильмах, Петра в 2011 году снялась в небольшой роли в американском боевике «Неизвестный». Этот фильм стал третьим с её участием, после «Взгляда ночи» (2008) и «Алмания — Добро пожаловать в Германию» (2011), который был показан в рамках Берлинского кинофестиваля.
За телефильм Das geteilte Glück (2010) Петра Шмидт-Шаллер получила премию Deutscher Schauspielerpreis, а также была номинирована на телевизионную премию Deutscher Fernsehpreis в категории «Лучшая актриса».

## Личная жизнь
Петра Шмидт-Шаллер живёт в Берлине. В августе 2011 года она родила дочь.

## Фильмография
| Год       |     | Русское название                      | Оригинальное название                        | Роль                            |
| --------- | --- | ------------------------------------- | -------------------------------------------- | ------------------------------- |
| 2006      | ф   |                                       | Reine Formsache                              | Ада                             |
| 2006      | кор |                                       | Schokolade im Bauch                          | девушка                         |
| 2006      | тф  |                                       | Nicht alle waren Mörder                      | Роза                            |
| 2007      | ф   |                                       | Ein fliehendes Pferd                         | Хелена                          |
| 2008      | тф  | Взгляд ночи                           | Nacht vor Augen                              | Кирстен                         |
| 2008      | тф  |                                       | Das Beste kommt erst                         | Сюзан                           |
| 2003—2008 | с   | Криминальный кроссворд                | SOKO Leipzig                                 | Сабрина Гассер / Инес Труммер   |
| 2008      | кор |                                       | Schönen Tag, Marie                           | Бернадетта                      |
| 2008      | тф  | Морской волк                          | Der Seewolf                                  | Мод Брюстер                     |
| 2008      | ф   | Балканский трафик                     | Balkan Traffic - Übermorgen nirgendwo        | Улла                            |
| 2009      | ф   |                                       | Ein Sommer in Long Island                    | Холли                           |
| 2010      | тф  |                                       | Das geteilte Glück                           | Николь Вагнер                   |
| 2011      | ф   | Алмания — Добро пожаловать в Германию | Almanya - Willkommen in Deutschland          | Габи                            |
| 2011      | ф   | Неизвестный                           | Unknown                                      | сотрудник иммиграционной службы |
| 2011      | ф   | Охота за сокровищами Ганнибала        | Löwenzahn - Das Kinoabenteuer                | Кора                            |
| 2011      | ф   |                                       | Unter Nachbarn                               | Ванесса Рафаэль                 |
| 2011      | тф  |                                       | Das dunkle Nest                              | Мария Герблих                   |
| 2011      | ф   | Оранжевое лето                        | Sommer in Orange                             | Амрита                          |
| 2012      | тф  |                                       | In den besten Familien                       | Сюзан                           |
| 2012      | тф  |                                       | Nein, Aus, Pfui! Ein Baby an der Leine       | Ханна                           |
| 2012      | кор |                                       | Grimms Meise                                 | Альма Минг                      |
| 2013      | тф  |                                       | Der Tote im Watt                             | Янне Флеккер                    |
| 2010—2013 | с   | Место преступления                    | Tatort                                       | Катарина Лоренц / Беата Геллерт |
| 2013      | тф  |                                       | Der Clan - Die Geschichte der Familie Wagner | Изольда Вагнер                  |
| 2017      | тф  | Последнее путешествие Леандра         | Leanders letzte Reise                        | Адель                           |

## Награды и номинации
| Награды и номинации         | Награды и номинации | Награды и номинации    | Награды и номинации  | Награды и номинации |
| Награда                     | Год                 | Категория              | Фильм                | Итог                |
| --------------------------- | ------------------- | ---------------------- | -------------------- | ------------------- |
| Bayerischer Filmpreis       | 2008                | Лучшая молодая актриса | Ein fliehendes Pferd | Награда             |
| Deutscher Fernsehpreis      | 2011                | Лучшая актриса         | Das geteilte Glück   | Номинация           |
| Deutscher Schauspielerpreis | 2012                | Лучшая актриса         | Das geteilte Glück   | Награда             |
| Undine Awards (Австрия)     | 2008                | Лучший молодой комик   | Балканский трафик    | Номинация           |